# Rząd Petra Pitharta
Rząd Petra Pitharta – rząd Czech pod kierownictwem Petra Pitharta, powołany i zaprzysiężony 29 czerwca 1990, składający się z przedstawicieli Forum Obywatelskiego, Unii Chrześcijańsko-Demokratycznej i Autonomicznego Ruchu na rzecz Demokracji – Stowarzyszenie Moraw i Śląska (po rozpadzie Forum Obywatelskiego w skład rządu wchodziły: Obywatelska Partia Demokratyczna, Obywatelski Sojusz Demokratyczny, Ruch Obywatelski oraz Unia Chrześcijańska i Demokratyczna – Czechosłowacka Partia Ludowa powstała w wyniku połączenia Unii Chrześcijańsko-Demokratycznej i Czechosłowackiej Partii Ludowej). Urzędował do 2 lipca 1992.

## Skład rządu[1]
| Stanowisko                                                                                     | Minister         | Ugrupowanie | Okres urzędowania                   |
| ---------------------------------------------------------------------------------------------- | ---------------- | ----------- | ----------------------------------- |
| Premier                                                                                        | Petr Pithart     | OF          | od 29 czerwca 1990                  |
| Wicepremier                                                                                    | František Vlasák | KSČ         | od 29 czerwca 1990                  |
| Wicepremier                                                                                    | Antonín Baudyš   | KDU         | od 29 czerwca 1990                  |
| Wicepremier                                                                                    | Milan Lukeš      | KSČ         | od 29 czerwca 1990                  |
| Minister finansów                                                                              | Karel Špaček     | OF          | od 29 czerwca 1990                  |
| Minister spraw wewnętrznych                                                                    | Tomáš Hradílek   | OF          | 29 czerwca 1990 – 14 listopada 1990 |
| Minister spraw wewnętrznych                                                                    | Tomáš Sokol      | OH          | 14 listopada 1990 – 2 lipca 1992    |
| Minister przemysłu                                                                             | Jan Vrba         | OF          | od 29 czerwca 1990                  |
| Minister handlu i turystyki                                                                    | Vlasta Štěpová   | OF          | od 29 czerwca 1990                  |
| Minister sprawiedliwości                                                                       | Leon Richter     | OF          | 29 czerwca 1990 – 2 stycznia 1992   |
| Minister sprawiedliwości                                                                       | Jiří Novák       | OF          | 2 stycznia 1922 – 2 lipca 1992      |
| Minister pracy i spraw socjalnych                                                              | Milan Horálek    | OF          | od 29 czerwca 1990                  |
| Minister rolnictwa i żywności                                                                  | Bohumil Kubát    | OF          | od 29 czerwca 1990                  |
| Minister zdrowia                                                                               | Martin Bojar     | OF          | od 29 czerwca 1990                  |
| Minister szkolnictwa, młodzieży i sportu                                                       | Petr Vopěnka     | bezpartyjny | od 29 czerwca 1990                  |
| Minister środowiska                                                                            | Bedřich Moldan   | ODS         | 29 czerwca 1990 – 24 stycznia 1991  |
| Minister środowiska                                                                            | Ivan Dejmal      | OF          | 24 stycznia 1991 – 2 lipca 1992     |
| Minister kultury                                                                               | Milan Uhde       | OF          | od 29 czerwca 1990                  |
| Minister budownictwa i przemysłu budowlanego (ministerstwo rozwiązano 31 grudnia 1990)         | Ludvík Motyčka   | KSČ         | 29 czerwca 1990 – 31 grudnia 1990   |
| Minister bez teki                                                                              | Karel Dyba       | OF          | od 29 czerwca 1990                  |
| Minister bez teki                                                                              | Miroslav Grégr   | ČSSD        | od 29 czerwca 1990                  |
| Minister bez teki                                                                              | Jaroslav Šabata  | OF          | od 29 czerwca 1990                  |
| Minister bez teki                                                                              | Tomáš Ježek      | ODA         | od 29 czerwca 1990                  |
| Przewodniczący Komitetu Ludowej Kontroli (od 20 czerwca 1990 przewodniczący Wydziału Kontroli) | Bohumil Tichý    | HSD-SMS     | 29 czerwca 1990 – 20 czerwca 1990   |
| Przewodniczący Komitetu Ludowej Kontroli (od 20 czerwca 1990 przewodniczący Wydziału Kontroli) | Igor Němec       | OF          | 20 czerwca 1990 – 2 lipca 1992      |